# Ноль+30
«Ноль+30!» или «Ноль плюс тридцать» — юбилейный альбом Фёдора Чистякова, выпущенный осенью 2016 года. Альбом посвящён 30-летию группы Ноль и первого альбома группы «Музыка драчёвых напильников», и включает в себя двенадцать заново перезаписанных композиций группы Ноль.

## Запись альбома
Проект был запущен сразу после предыдущего альбома «Без дураков». Фёдор Чистяков записывает этот альбом вместе с Алексеем Смирновым и его группой «Кафе». В записи альбома принял участник золотого состава группы Ноль Алексей Николаев, Он исполнил песню «Радиолюбитель» с первого альбома группы, и песню «Наш день» с альбома «Полундра». Специальный гость Татьяна Буланова записала для альбома кавер-версию песни «Человек и кошка». Альбом записан и сведён звукоинженером Евгением Турута в студии Open Tune c 15 августа 2016 по 1 октября 2016.

## Список композиций
| №                   | Название                  | Длительность |
| ------------------- | ------------------------- | ------------ |
| 1.                  | «Северное буги»           | 1:27         |
| 2.                  | «Коммунальные квартиры»   | 5:44         |
| 3.                  | «Радиолюбитель»           | 3:08         |
| 4.                  | «Я - самолёт»             | 6:06         |
| 5.                  | «Улица Ленина»            | 4:43         |
| 6.                  | «Мы идём пить квас»       | 4:35         |
| 7.                  | «Будет всё хорошо (Вдох)» | 6:11         |
| 8.                  | «Прости что не верил»     | 4:40         |
| 9.                  | «Наш день»                | 3:35         |
| 10.                 | «Уже человек»             | 3:45         |
| 11.                 | «Цикорий»                 | 4:01         |
| 12.                 | «Человек и кошка»         | 3:52         |
| Общая длительность: | Общая длительность:       | 51:47        |

## Обложка
На главной странице обложки размещена картина российского художника Васи Ложкина. Обложка выполнена в виде 9-страничного диджипака на котором размещён коллаж из фотографий из архивов участников группы Ноль, а также современные фотографии Фёдора Чистякова и группы Кафе.

## Реакции
Положительная оценка работе была дана в статье Александра В. Волкова на сайте музыкального издания InRock: «Название нового релиза оправдывается — альбом получился жаркий и тени, как и полутонов, не допускает. Все вещи не новы, но все сделаны по-новому. Соло звучат классикой рока, ритмы стройны, девичьи подпевки — прекрасны, аранжировки способны удовлетворить „прогрессивное“ сознание.» На сайте российского информационного агентства Intermedia известный музыкальный критик Алексей Мажаев выразил скептическое отношение к идее альбома: "Никто не поверит, что «важные песни» «Ноля» на сборнике «звучат как надо», если в них не будет того безумия и угара, который излучали ранние записи при всём их техническом несовершенстве. Рисунок Васи Ложкина на обложке — из той же серии искусственного генерирования безумия. Беда в том, что именно эту фантазию и воссоздаёт Чистяков в авторском сборнике лучших песен «Ноль+30». Старинные поклонники вправе заявить, что сложность идёт «Нолю», «как Соеву пенсне», да и новых зрителей работа вряд ли привлечёт."